# 建築審査会
建築審査会（けんちくしんさかい）とは、特定行政庁の諮問機関である。

## 概説
建築審査会は建築基準法（第五章・建築審査会。第78条～第83条）に基づいて設置・運用される組織であり、建築行政の適正な運営を図ることを目的としている。

### 設置根拠と役割
建築基準法第78条では、建築審査会の設置根拠と役割を規定している。
- 特定行政庁が建築基準法に基づく許可を出す前に、同意の可否を審査する[2][3]
- 特定行政庁の許可判断（不許可）に対する不服申し立てを裁決する
- 建築基準法の運用について、特に重要とされる事項を調査・審議する
- 建築基準法の運用について、関係機関に建議を行う

### 組織
建築審査会の組織については、建築基準法第79条に規定されている。
- 建築審査会は、5人以上の委員で構成される
- 建築審査会の委員は、法律・経済・建築・都市計画・公衆衛生・行政の各分野から専門家が任命される
- 建築審査会の委員には、公共の福祉に関する公正な判断力が求められる
- 建築審査会の委員は、市町村長または都道府県知事が任命する

### 委員の欠格事項
建築基準法第80条において、建築審査会の委員になることができない条件を規定している。
- 破産手続き開始の決定を受け、復権していない者
- 禁錮刑以上の判決を受け、刑の執行が終わっていない者、または執行猶予期間を過ぎていない者

### 委員の解任
建築審査会の委員を解任する条件について、建築基準法第80条の2で以下のとおり規定している。
- 心身の故障により、建築審査会の職務を執行できないと認められる場合
- 建築審査会の委員として、職務上の義務に違反したと認められる場合
- その他、建築審査会の委員にふさわしくない非行があったと認められる場合

### 会長
建築基準法第81条において、建築審査会の会長について規定している。
- 建築審査会の会長は委員から互選される
- 会長は、建築審査会の代表として会務を総括する
- 会長に事故があった場合、あらかじめ委員から互選された者が会長の職務を代行する

### 委員の除斥
建築審査会の委員は、自身または3親等以内の親族に利害関係者がいる建築案件について、審査請求の議事に参加できない。

これを委員の除斥と言い、建築基準法第82条に規定されている。

### 条例への委任
建築基準法第83条では、建築審査会のより具体的な運用について、地方公共団体の条例（建築審査会条例）によって定めることを規定している。

## 建築審査会への不服申立
建築基準法の運用・許可について不服がある場合は、建築審査会へ不服申立ができる旨が建築基準法第94条に規定されている。

## 再審査請求
建築基準法第95条の規定により、建築審査会の決定に不服がある場合、国土交通大臣に対して再審査請求が可能である。

この再審査請求は行政不服審査法第６条に基づいており、法律に再審査請求ができる旨を定められている場合に限って行うことができる。